# Vergaville
Vergaville là một xã trong vùng Grand Est, thuộc tỉnh Moselle, quận Château-Salins, tổng Dieuze. Tọa độ địa lý của xã là 48° 50' vĩ độ bắc, 06° 44' kinh độ đông. Vergaville nằm trên độ cao trung bình là 280 mét trên mực nước biển, có điểm thấp nhất là 205 mét và điểm cao nhất là 333 mét. Xã có diện tích 13,17 km², dân số vào thời điểm 2004 là 574 người; mật độ dân số là 43,2 người/km².

## Thông tin nhân khẩu
| 1962 | 1968 | 1975 | 1982 | 1990 | 1999 |
| ---- | ---- | ---- | ---- | ---- | ---- |
| 633  | 666  | 658  | 665  | 599  | 544  |